# 1204 w polityce

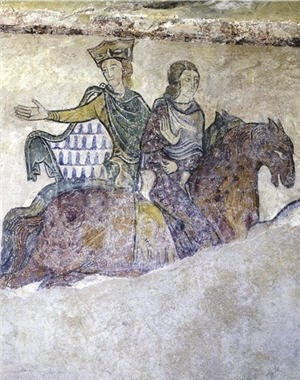
Eleonora Akwitańska

Wydarzenia polityczne w 1204 roku.

## Wydarzenia
- IV krucjata. Zdobycie Konstantynopola przez krzyżowców[1][2]. Utworzenie Cesarstwa Łacińskiego. Jego władcą zostaje Baldwin I.
- 6 grudnia - bitwa pod Pumenienor: wojska Cesarstwa Łacińskiego dowodzone przez hrabiego Ludwika pokonują wojska Cesarstwa Nikei, rozszerzając strefę pod kontrolą łacinników w Azji Mniejszej[3].

## Urodzili się
- Henryk I, król Kastylii.
- Haakon IV Stary, król Norwegii.

## Zmarli
- 1 kwietnia Eleonora Akwitańska, królowa Francji i Anglii[4][5].
- 11 sierpnia Guttorm Sigurdsson, król Norwegii.
- Emeryk, król węgierski.